# Subancistrocerus tristis
Subancistrocerus tristis är en stekelart som beskrevs av Giordani Soika 1992. Subancistrocerus tristis ingår i släktet Subancistrocerus och familjen Eumenidae. Inga underarter finns listade i Catalogue of Life.